# Quinn Shephard
Quinn Shephard (Metuchen, 28 febbraio 1995) è un'attrice, regista e sceneggiatrice statunitense.

## Biografia
Ha recitato nel film Mi sono perso il Natale nel 2006. È anche apparsa in tre altri film: Harrison's Flowers nel 2000, From Other Worlds nel 2004, e The Assassination - Al centro del complotto nel 2008. Era parte di un gruppo nominato per un Young Artist Award nel 2007, sotto la categoria di Miglior Giovane Ensemble in un film.

## Filmografia

### Attrice

#### Cinema
- Harrison's Flowers, regia di Elie Chouraqui (2000)
- From Other Worlds (2004)
- Mi sono perso il Natale (Unaccompanied Minors), regia di Paul Feig (2006)
- The Assassination - Al centro del complotto (Assassination of a High School President), regia di Brett Simon (2008)
- Il sole a mezzanotte - Midnight Sun (Midnight Sun), regia di Scott Speer (2018)
- La diseducazione di Cameron Post (The Miseducation of Cameron Post), regia di Desiree Akhavan (2018)

#### Televisione
- Law & Order - Unità vittime speciali (Law & Order: Special Victims Unit) – serie TV, episodio 13x09 (2011)
- Made in Jersey – serie TV, episodio 1x08 (2012)
- Hostages – serie TV, 15 episodi (2013-2014)
- Person of Interest – serie TV, episodi 4x02-4x15 (2014-2015)
- The Blacklist – serie TV, episodio 1x17 (2014)
- Believe – serie TV, episodio 1x10 (2014)
- Almost There – serie TV, 4 episodi (2015)
- Bull – serie TV, episodio 3x07 (2018)
- God Friended Me – serie TV, episodi 1x05-2x05 (2018-2019)

### Regista
- Blame
- Not Okay (2022)
- Under the Bridge – miniserie TV, puntate 5-6 (2024)

### Sceneggiatrice
- Blame, regia di Quinn Shephard (2017)
- Not Okay, regia di Quinn Shephard (2022)
- Under the Bridge – miniserie TV, puntate 1-6 (2024)

### Produttrice
- Blame, regia di Quinn Shephard (2017)
- Under the Bridge – miniserie TV (2024)

## Doppiatrici italiane
Nelle versioni in italiano delle opere in cui ha recitato, Quinn Shephard è stata doppiata da:
- Giulia Franceschetti in Mi sono perso il Natale, Law & Order - Unità vittime speciali, Hostages, Il sole a mezzanotte - Midnight Sun
- Erica Necci in Person of Interest
- Chiara Oliviero in Bull